# Steinvik Station
Steinvik Station (Steinvik stasjon) er en jernbanestation på Rørosbanen, der ligger ved bygden Steinvik i Stor-Elvdal kommune i Norge. Stationen består af et spor og en perron med en tidligere stationsbygning og pakhus i træ.
Stationen åbnede 14. december 1875, da banen blev forlænget fra Rena til Koppang. Oprindeligt hed den Stenvigen, men den skiftede navn til Stenviken i 1878 og til Steinvik 1. september 1922. Den blev nedgraderet til trinbræt 1. november 1985. Betjeningen med persontog blev indstillet 16. juni 2002 men genoptaget 1. september 2003.
Stationsbygningen blev opført i 1873 efter tegninger af arkitekten Georg Andreas Bull. Bryggerset ved siden af stationsbygningen blev opført efter tegninger af arkitekten Peter Andreas Blix i 1874. Efter at stationen blev gjort ubemandet og nedgraderet til trinbræt i 1985, blev stationsbygningen solgt fra til private. Stationen blev fredet af Riksantikvaren i 2002 med den begrundelse, at stationen er en af de bedst bevarede anlæg fra sin tid. Fredningen omfatter stationsbygningen udvendigt, pakhuset ind- og udvendigt, dasset udvendigt og bryggerset ud- og indvendigt samt et område omkring bygningerne.